# Célia Villela
Célia da Conceição Villela (Petrópolis, 24 de novembro de 1939 - Petrópolis, 1 de janeiro de 2005) foi uma cantora de música popular brasileira.

## Carreira musical
O primeiro disco de 78 rpm de Célia Villela foi lançado pela gravadora Santa Anita, contendo os baiões "Minas Gerais" (composição de Elias Salomé) e "Noivado do Paulinho" (de Castro Perret e Armando Roberto).
Em 1960, contratada pela RGE Discos, Célia se tornou uma das primeiras artistas a gravar rock no Brasil, lançando "Conversa ao telefone" (versão de "Pillow talk", de Buddy Pepper e Inez James) e "Trem do amor" (versão de "One way ticket to the blues", de Hank Hunter e Jack Keller), ambas feitas por Fred Jorge.
No início dos anos 1960, Célia Villela foi eleita "Revelação da Televisão", recebendo ainda o título de "Rainha da Televisão" na votação promovida pela Revista do Rádio. Nesta época, atuou como colunista em diversas revistas da Editora Rio Gráfica. Na TV Continental, Célia tinha o programa "Célia, Música e Juventude", enquanto na Rádio Globo comandava o "Na Roda do Rock".
Sua carreira foi encerrada no auge, assim que se casou com Carlos Becker.

## Vida pessoal
Célia foi casada com o guitarrista Carlos Becker, líder do conjunto The Angels. Após o abandono abrupto da carreira artística, passou a viver reclusa, recusando-se a colaborar com entrevistas.

## Discografia
Entre as principais gravações de Célia Villela, incluem-se:
- ”F-15 Espacial”
- ”Saudade da saudade/Viu, foi pior”
- ”A Rainha da TV - Dançando o Hully-gully/Acho Que Me Apaixonei/Saudade da Saudade/Viu, Foi Pior”
- ”A fã e o namorado/Se tu me telefonas (Si tu me telephones)”
- ”...E viva a juventude!!!”
- ”Conversa ao telefone (Pillow talk)/Trem do amor”